# Edith Kawelohea McKinzie
Edith Kawelohea Kapule McKinzie (Honolulu, Havaji, 22. listopada 1925. – 21. listopada 2014.) bila je havajska spisateljica i učiteljica, koja se specijalizirala za havajska pojanja i ples hulu.

## Životopis
Edith je rođena 22. listopada 1925. u Honoluluu, na otoku Oahuu, kao Edith Kawelohea Kapule. Njezini su roditelji bili Harry Kawelo Kapule i Caroline Costa, koja je bila portugalskog podrijetla. Godine 1946., Edith se udala za Claytona McKinziea te je njihova kći Joleen Hokuloa McKinzie. Edith je bila profesorica na sveučilištu zvanom University of Hawaiʻi, učeći studente o havajskoj kulturi, posebice o drevnim pojanjima i huli te je objavila dvije knjige u kojima je iznijela svoje znanje o genealogijama havajskih poglavicâ. Umrla je 21. listopada 2014., nekoliko sati prije svog 89. rođendana.